# Рьон
Рьон (на немски: Rhön) е нископланински масив, простиращ се на около 50 km от север на юг в централната част на Германия, провиции Хесен, Бавария и Тюрингия. На запад и изток склоновете му се спускат към долините на реките Фулда и Вера (лява и дясна съставящи на Везер, а на юг и югоизток – до долината на река Франконска Зале (десен приток на Майн, от басейна на Рейн). Изграден е предимно от пясъчници и варовици, над които се издигат куполообразни върхове с височина до 950 m (връх Васеркупе), състоящи се от базалти и други вулканични породи. Като цяло масивът е силно разчленен на отделни по-малки масиви от дълбоки речни долини. От него водят началото си реките Фулда и десния ѝ приток Хауне, левите притоци на Вера – Херпф, Фелда и Улстер и реките от басейна на река Майн – Щрой, Елсбах, Бренд, Тулба, Шондра, Зин и Канциг. Големи пространства са заети от букови гори, ливади, пасища и торфища. В подножията му бликат минерални извори, край които са разположени курортите Бад Кисинген, Бад Брюкенау, Фулда, Бад Залцунген и др.